# زیب‌النسا حمیدالله
زیب‌النسا حمیدالله (بنگالی: জেবুন্নেসা হামিদুল্লাহ، اردو: زیب النساء حمیدالله‎؛ ۲۵ دسامبر ۱۹۱۸–۱۰ سپتامبر ۲۰۰۰) نویسنده، روزنامه‌نگار و پیشگام جنبش فمینیستی پاکستان بود. او به عنوان نخستین سردبیر و ناشر زن پاکستان و اولین ستون‌نویس زن انگلیسی‌زبان این کشور شناخته می‌شود. حمیدالله از چهره‌های تأثیرگذار در توسعه ادبیات و روزنامه‌نگاری مدرن پاکستان بود. خدمات او به حدی قابل توجه بود که یکی از خیابان‌های اصلی کراچی به نام او «خیابان زیبونیسا» نامگذاری شد.
زیب‌النسا پیش از استقلال پاکستان در سال ۱۹۴۷، به‌عنوان روزنامه‌نگار برای چندین نشریه هندی قلم می‌زد و به‌عنوان نخستین زن مسلمانی شناخته می‌شد که در هند ستون‌نویسی می‌کرد. پس از استقلال، ستون تحلیلی او در روزنامه داون باعث شد به اولین مفسر سیاسی زن پاکستان تبدیل شود. پس از ترک روزنامه داون، او دست به کار تأسیس میرور - نخستین مجله اجتماعی پرزرق‌وبرق پاکستان - زد و همزمان سمت‌های سردبیری و ناشری آن را نیز بر عهده گرفت. به‌عنوان اولین سردبیر زن پاکستان، این افتخار را داشت که اولین زنی باشد که در هیئت‌های مطبوعاتی خارج از کشور شرکت می‌کرد. در یکی از این هیئت‌ها در سال ۱۹۵۵، تاریخ‌ساز شد و به نخستین زنی تبدیل گشت که در دانشگاه الازهر قاهره - این نهاد علمی باستانی - سخنرانی کرد. حضور او در عرصه بین‌المللی به همین‌جا ختم نشد. زیب‌النسا بارها به‌عنوان نماینده پاکستان در سازمان ملل متحد خدمت کرد، از جمله در سال ۱۹۷۰ که به‌عنوان معاون رئیس هیئت پاکستانی در اجلاس ویژه سازمان ملل شرکت داشت.

## اوایل زندگی
زیب‌النسا در سال ۱۹۱۸ در کلکته، در خانواده‌ای ادیب و فرهنگ دوست متولد شد. پدرش س. واجید علی، مترجم پیشگام آثار محمد اقبال به زبان بنگالی و از ملی‌گرایان و نویسندگان پرکار بنگالی-هندی بود. او در کنار دو برادر و یک برادر ناتنی از ازدواج دوم مادرش، در محیطی روشنفکری بزرگ شد که خانه پدری‌شان در شماره ۴۸ خیابان جوتالا به نوعی محل گردهمایی حلقه‌های ادبی کلکته تبدیل شده بود. رشد او در این فضای انگلیسی-هندی آمیخته با تفکرات فلسفی بنگالی، بستری غنی برای پرورش استعدادش فراهم کرد. از کودکی تنها و درون‌گرا، نوشتن شعر را به عنوان ابزاری برای بیان افکار و احساساتش برگزید. سفرهایش به مناطق روستایی بنگال و پنجاب - از جمله زادگاه پدرش در بوروتاجپور (نزدیک جنای، هوغلی) - تأثیر ماندگاری بر نوشته‌های بعدی او گذاشت. تحصیلاتش را در صومعه لورتو هاوس آغاز کرد و مدارج عالی تحصیلی را در کمبریج به پایان رساند. اولین شعرش را در سال ۱۹۳۳ و در سن ۱۵ سالگی در هفته‌نامه مصور هند منتشر کرد. سه سال بعد در ۱۸ سالگی، با شعری که در نشریه «ستاره هند» (که بعدها به گروه داون پیوست) چاپ شده بود، برنده مسابقه شعری روزنامه انگلیسی دیلی میرور شد - نشریه‌ای که بعدها خود از نویسندگان ثابت آن گردید.

## ازدواج

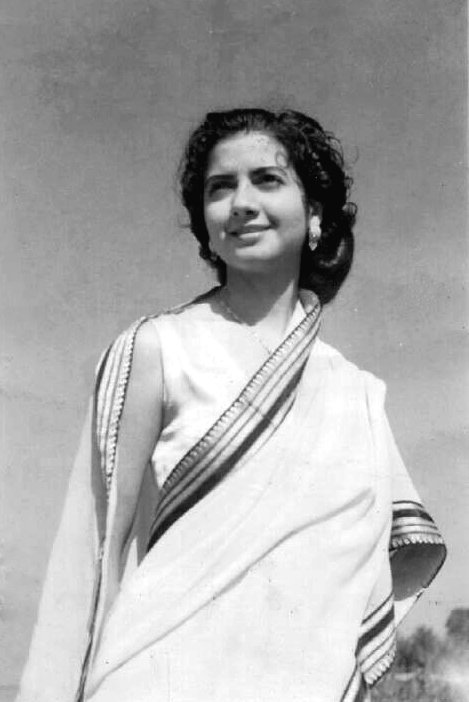
زیب النساء حمیدالله، درست پس از ازدواجش.

در سال ۱۹۴۰، زیب‌النسا با خلیفه محمد حمیدالله ازدواج کرد. این ازدواج برخلاف روال مرسوم آن دوران، یک پیوند سنتی نبود. پس از ازدواج، او به همراه همسرش به استان پنجاب نقل مکان کرد، جایی که حمیدالله در شرکت کفش باتا به عنوان مدیر اجرایی مشغول به کار شد. در جریان تقسیم هند و استقلال پاکستان در سال ۱۹۴۷، این زوج به پناهندگان عبور کرده از مرزهای هند، کمک‌های انسان‌دوستانه ارائه دادند.
همسر زیب‌النسا، خلیفه محمد حمیدالله، از خانواده‌ای سرشناس در پنجاب بود. پدرش خلیفه محمد اسدالله سمت کتابدار کتابخانه امپراتوری در کلکته (کلکته امروزی) را بر عهده داشت. خود حمیدالله در شرکت باتا به مدارج بالای مدیریتی دست یافت - ابتدا به عنوان رئیس عملیات این شرکت در پاکستان فعالیت کرد و سپس در سال ۱۹۷۲ به سمت ریاست عملیات باتا در ایرلند منصوب شد.
زیب‌النسا تمام کتاب‌هایش را به همسرش تقدیم کرد، نشانه‌ای از علاقه عمیقشان به یکدیگر. آنها صاحب دو فرزند شدند: نیلوفر (متولد ۱۹۴۳) و یاسمین (متولد ۱۹۴۹).
زیب‌النسا پس از نقل مکان به پنجاب در سال ۱۹۴۲ با چالش‌های فرهنگی روبرو شد. او که در یک محیط انگلیسی-هندی پرورش یافته بود، در ابتدا با سبک زندگی سنتی خانواده پنجابی همسرش دچار شوک فرهنگی شد. همان‌طور که خود در پیشگفتار کتاب همسر جوان اعتراف کرده بود، این سازگاری به زمان و تلاش نیاز داشت.

## پیشه

### ۱۹۳۶–۱۹۴۳
زیب‌النسا اولین موفقیت ادبی خود را در سال ۱۹۳۶ تجربه کرد، زمانی که هفته‌نامه مصور هند در بمبئی یکی از اشعار او را منتشر کرد. این اتفاق سرآغاز همکاری مستمر او با این نشریه شد که تا زمان استقلال هند در سال ۱۹۴۷ ادامه یافت. در سال ۱۹۴۳، نخستین مجموعه شعرش با عنوان «دسته گل هندی» توسط انتشارات پدرش به چاپ رسید که با استقبال چشمگیری روبرو شد - تمامی نسخه‌های چاپ اول تنها در مدت سه ماه به فروش رفت. او این موفقیت را با انتشار مجموعه شعر دیگری به نام «برگ‌های نیلوفر آبی» تثبیت کرد.

### ۱۹۴۴–۱۹۴۶
در سال ۱۹۴۵، زیب‌النسا و همسرش در جریان کنفرانس سیملا در این شهر حضور داشتند. این سفر نقطه‌عطف مهمی در زندگی حرفه‌ای او محسوب می‌شد، چرا که در همین مکان با فاطمه جناح آشنا شد. این آشنایی به دوستی عمیقی انجامید و از طریق این ارتباط، زیب‌النسا موفق به کسب مصاحبه‌ای اختصاصی با محمدعلی جناح، رهبر آینده پاکستان شد. این مصاحبه انحصاری موقعیت حرفه‌ای زیب‌النسا را متحول کرد و او را به چهره‌ای سرشناس در عرصه روزنامه‌نگاری تبدیل نمود. همزمان، داستان‌ها، اشعار و مقالات او نیز با استقبال گسترده‌تری مواجه شد و بر شهرت ادبی او افزود. این دوره را می‌توان آغاز اوجگیری حرفه‌ای این نویسنده توانا دانست.

### ۱۹۴۷–۱۹۵۱
پس از استقلال پاکستان در سال ۱۹۴۷، زیب‌النسا حرفه روزنامه‌نگاری را به‌طور جدی پی گرفت. او با نگارش ستون «از چشمان یک زن» در روزنامه کراچی داون، به سرعت به چهره‌ای صریح‌اللهجه در عرصه مطبوعات تبدیل شد. این ستون که از دسامبر ۱۹۴۷ آغاز به کار کرد، در ابتدا محدود به موضوعات سنتی زنان بود. اما زیب‌النسا به زودی علیه این محدودیت‌ها شورید و مصرانه خواستار حق اظهارنظر زنان دربارهٔ تمام موضوعات از جمله مسائل سیاسی شد. الطاف حسین، سردبیر وقت داون، نهایتاً به درخواست او تن داد و نه تنها محدودیت‌ها را برداشت، بلکه با ارتقای ستون او به صفحه سرمقاله، او را به اولین مفسر سیاسی زن پاکستان تبدیل کرد. این ستون نوآورانه که در آن زیب‌النسا بی‌پروا نظراتش را بیان می‌کرد، هم شهرت او را به عنوان مقاله‌نویسی شجاع تثبیت کرد و هم‌گامی بزرگ برای جنبش زنان پاکستان محسوب می‌شد. مواضع صریح او در این ستون، مرزهای سنتی را درنوردید و راه را برای حضور جدی‌تر زنان در عرصه عمومی و سیاسی کشور گشود.

### ۱۹۵۱–۱۹۵۶
در سال ۱۹۵۱، زیب‌النسا در پی اختلاف نظر با الطاف حسین - سردبیر روزنامه داون که خواستار محدود کردن نوشته‌هایش به «مسائل زنان» بود - از این روزنامه استعفا داد. او که از این محدودیت‌های جنسیتی ناخشنود بود، در سال ۱۹۵۲ دست به کار تأسیس ماهنامه «آینه» زد و به عنوان اولین زن سردبیر و ناشر پاکستان، هر دو نقش را به‌طور همزمان بر عهده گرفت. این حرکت جسورانه او را نه تنها به پیشگام روزنامه‌نگاری زنان تبدیل کرد، بلکه به عنوان یک تاجر موفق نیز مطرح ساخت. ماهنامه آینه با ترکیب منحصر به فردی از سرمقاله‌های شجاعانه و مطالب صمیمی، به سرعت به موفقیت چشمگیری دست یافت. تصویر اجتماعی مدرن و بی‌پروای مجله که توسط زیب‌النسا شکل گرفته بود، تحولی در رسانه‌های زنانه پاکستان ایجاد کرد.
مجله آینه به سرعت محبوبیت فراوانی کسب کرد و زیب‌النسا به عنوان روزنامه‌نگار و سردبیری سرشناس مطرح شد. این موفقیت موجب شد دولت پاکستان او را در هیئت‌های مطبوعاتی متعددی قرار دهد.
زیب‌النسا از بنیانگذاران انجمن زنان کارگر پاکستان بود و روابط نزدیکی با فاطمه جناح (خواهر محمدعلی جناح) و بیگم رعنا لیاقت علی خان (همسر نخست‌وزیر اول پاکستان) داشت. از دیگر دوستان نزدیک او می‌توان به حکیم سعید، سلیمه احمد، اردشیر کواسجی، سید هاشم رضا و جهان‌آرا حبیب‌الله (مادر منیضی شمسی) اشاره کرد.
زیب‌النسا حمیدالله از مؤسسان شعبه کراچی بنیاد زنان حرفه‌ای و بازرگانی بود و به عنوان اولین رئیس این شعبه انتخاب شد. او برای دو دوره پیاپی در این سمت خدمت کرد. همچنین او نخستین رئیس باشگاه بین‌المللی زنان کراچی بود و به عنوان عضو انجمن باغبانی، اولین زنی شد که ریاست کمیته نمایش گل را بر عهده گرفت. حمیدالله در انجمن زنان تمام پاکستان نیز نقش فعالی داشت. این انجمن را دوست نزدیکش، بیگم رعنا لیاقت علی خان، همسر نخستین نخست‌وزیر پاکستان تأسیس کرده بود.
در سال ۱۹۵۵، زیب‌النسا به عنوان عضو هیئت مطبوعاتی پاکستان به قاهره سفر کرد و در دانشگاه الازهر - این نهاد علمی تاریخی - به سخنرانی پرداخت. او با این اقدام به اولین زنی تبدیل شد که در این دانشگاه سخنرانی کرده است. محتوای سخنرانی او که به مسئله جنجالی کشمیر می‌پرداخت، بحث‌های زیادی را برانگیخت. با این حال، این رویداد به خودی خود یک دستاورد تاریخی و مایه افتخار برای او محسوب می‌شد.
در سال ۱۹۵۶، زیب‌النسا حمیدالله کتاب سفرنامه‌ای با عنوان شصت روز در آمریکا منتشر کرد که بر اساس تجربیاتش از سفر به ایالات متحده در قالب برنامه رهبران جهان نوشته شده بود. در طول این سفر، او با چهره‌های سرشناسی همچون مریلین مونرو و ژان نگولسکو آشنا شد و حتی در برنامه مشهور «شوی اد سالیوان» حضور یافت. این سفرنامه در اصل مجموعه‌ای از ستون‌هایی بود که زیب‌النسا برای روزنامه تایمز کراچی نوشته بود. زا سولِری، سردبیر روزنامه، با پیشنهاد چاپ مجدد این ستون‌ها به صورت کتاب موافقت کرد که نهایتاً به شکل این سفرنامه منتشر شد. این اثر نه تنها گزارشی جذاب از سفرش به آمریکا بود، بلکه نشان‌دهنده نگاه عمیق و تحلیل‌گرایانه او به فرهنگ و جامعه آمریکایی نیز محسوب می‌شد.
در سال ۱۹۵۷، زیب‌النسا به نمایندگی از پاکستان در سمیناری تحت حمایت سازمان ملل دربارهٔ مسئولیت‌های مدنی و افزایش مشارکت زنان آسیایی در زندگی عمومی شرکت کرد.

### ممنوعیت روی آینه
در سال ۱۹۵۷، زیب‌النسا با انتقادات صریح خود از رژیم سرلشکر اسکندر میرزا و استعفای اجباری حسین شهید سهروردی، با واکنش تند دولت مواجه شد. در ۹ نوامبر همان سال، دولت به‌طور غیررسمی به او اطلاع داد که برای مدت شش ماه از فعالیت‌های مطبوعاتی منع شده است، اما در صورت ارائه عذرخواهی عمومی، این ممنوعیت لغو خواهد شد. زیب‌النسا با شجاعت از عذرخواهی سر باز زد و به توصیه وکیل سرشناس، ا.ک. بروهی، علیه این تصمیم دولت به دادگاه عالی پاکستان شکایت کرد. این اقدام جسورانه او به نمادی از مقاومت در برابر سانسور و محدودیت‌های آزادی بیان تبدیل شد.
زیب‌النسا پس از پیگیری حقوقی با کمک وکیل بروهی، در دیوان عالی کشور پیروز شد (پرونده PLD 1958 SC ۳۵). این حکم تاریخی که بر اساس ماده ۲۲ قانون اساسی ۱۹۵۶ صادر شد، بخش ۸ قانون امنیت پاکستان ۱۹۵۲ را مغایر با حقوق اساسی اعلام کرد، چرا که این قانون محدودیت‌های مشخصی تعیین نکرده و اختیارات نامحدودی به دولت داده بود. دیوان عالی با صدور حکمی علیه دولت مرکزی، نه تنها ممنوعیت فعالیت زیب‌النسا را لغو کرد، بلکه هزینه‌های دادرسی را نیز به او اعطا نمود. این رویداد تاریخی نام زیب‌النسا را به عنوان اولین روزنامه‌نگار زنی که در دیوان عالی کشور پیروز شده است، در تاریخ مطبوعات پاکستان ثبت کرد.

### ۱۹۵۸–۱۹۶۱
زیب‌النسا در سال ۱۹۵۸ مجموعه داستان‌های کوتاه خود با عنوان (همسر جوان و داستان‌های دیگر) را منتشر کرد. این کتاب به شدت مورد استقبال قرار گرفت و چاپ دوم آن در سال ۱۹۷۱ و چاپ سوم در سال ۱۹۸۷ منتشر شد. منتقدان برجسته از روزنامه‌ها و نشریات پاکستانی و خارجی، برخی از داستان‌های این مجموعه را از مهم‌ترین آثار ادبی پاکستان توصیف کرده‌اند. در همین دوره، سرمقاله‌های او به یکی از ویژگی‌های اصلی مجله میرور تبدیل شد که این امر به افزایش محبوبیت او و مجله‌اش انجامید.
در آوریل ۱۹۶۱، زیب النیسا مجموعه انتشارات خود را افتتاح کرد: میرور پرس و زیرمجموعه‌های آن از انتشارات آینه، از سال ۱۹۶۱ به بعد متهم به چاپ آینه شدند. کارهای دیگری هم انجام دادند، اما انتشارات همان‌طور کوچک ماند.

### دهه ۱۹۶۰
آینه در دهه ۶۰ به مجله‌ای بسیار بحث‌برانگیز تبدیل شد، عمدتاً به‌خاطر سرمقاله‌های تند زیب‌اون‌نیسا که شدیداً از حکومت اقتدارگرایانهٔ دولت انتقاد می‌کرد. هرچه مجله‌اش جسورتر می‌شد، زیب‌اون‌نیسا احساس می‌کرد که او و خانواده‌اش به‌زودی در معرض خطر قرار خواهند گرفت. او که از ایوب‌خان و دولت او به‌شدت انتقاد می‌کرد، از حمایت دولت محروم شد و درنتیجه، آینه نیز تبلیغات و پشتیبانی دولتی را از دست داد.
در این دوره، او مجموعه‌ای از سرمقاله‌های تند انتقادی دربارهٔ شیوه حکمرانی ایوب‌خان نوشت که با عنوان «لطفاً آقای رئیس‌جمهور!» آغاز می‌شد؛ نامه‌ای سرگشاده و پرشور که در آن از خان درخواست کرد دستورات خشونت‌آمیز پلیس علیه دانش‌آموزان معترض را متوقف کند.
پس از آنکه ایوب‌خان در پاسخ، زیب‌اُن‌نساء را در نامه‌اش احساساتی و عجولانه‌عمل‌کننده خواند، تنش‌ها به‌تدریج اوج گرفت. میرر بارها در آستانه توقیف قرار گرفت و حتی دو بار نیز متوقف شد. با این حال، اوج درگیری‌ها به فوریه ۱۹۶۹ بازمی‌گردد، زمانی که مجله هم‌زمان دو سرمقاله جنجالی را منتشر کرد: لطفاً آقای رئیس‌جمهور! و نوشته‌ای جدید با عنوان نه، متشکرم آقا!. در این سرمقاله‌ها، او ادعا کرد وضعیت کشور بهبود نیافته و فریاد مردم از پیشاور تا چیتاگونگ این است: ایوب باید برود!.
ایوب خان به زودی از سلطنت کنار رفت و از قضا دقیقاً همان کاری را که به او توصیه کرده بود انجام داد. با این حال، هر زمان که احساس می‌کرد دولت نیاز به سرزنش دارد، به نوشتن سرمقاله‌های انتقادی ادامه داد.

### ۱۹۶۹–۱۹۷۱
زیب النسا معاون هیئت پاکستانی در مجمع عمومی سازمان ملل از سال ۱۹۷۰ تا ۱۹۷۱ بود. در سال ۱۹۷۱، پس از ناآرامی‌های داخلی و متعاقب آن استقلال بنگلادش، زیب اون نسا با ارسال تلگرامی به دولت جدید تبریک گفت، اما ترجیح داد در پاکستان بماند.
در سال ۱۹۷۱، شوهر زیب النیسا به ایرلند منتقل شد تا عملیات باتا را در آنجا اداره کند. از آنجایی که هیچ‌یک از دو دخترش تمایلی به تصاحب مجله نداشتند، او آن را تعطیل کرد و انتشارات خود، میرور پرس را فروخت.

### ۱۹۷۱–۱۹۷۹
در بیشتر دهه ۱۹۷۰، او و همسرش در دوبلین ایرلند زندگی می‌کردند، جایی که او به آنجا منتقل شده بود. زیب النسا شغل خود را به حالت تعلیق درآورد تا با همسرش باشد و مرتباً از پاکستان بازدید می‌کرد. او نزدیک به پایان دهه بازگشت و شروع به نوشتن ستونی با عنوان تفکر با صدای بلند برای مجله پاکستانی MAG، بخشی از گروه بزرگ جانگ کرد.

### ۱۹۸۰–۱۹۸۳
در اوایل دهه ۱۹۸۰، او به عنوان رئیس انجمن زنان تمام پاکستان (APWA) خدمت کرد، سازمانی که از زمان آغاز به کار در آن نقش مهمی ایفا کرده بود. او همچنان در حال نوشتن ستون‌هایی برای اخبار صبح کراچی بود و به اظهار نظر در مورد جنبه‌های سیاسی-اجتماعی جامعه پاکستان ادامه داد. با این حال، او به‌طور فزاینده ای منزوی می‌شد.

### بازنشستگی
در سال ۱۹۸۳، شوهر زیب النسا دچار حمله قلبی شد و سال بعدش درگذشت. در روز تشییع جنازه او، او چیزی را نوشت که قرار بود به معروف‌ترین مقاله زندگی حرفه‌ای بعدی‌اش تبدیل شود. این مطلب درون‌گرایانه یک روز پس از مرگ همسرش در صبحگاه نیوز منتشر شد.
او پس از مرگ همسرش در غم و اندوه فرورفت و خیلی زود از زندگی فعال نویسندگی بازنشسته شد. زیب النسا که از نسل جدید پاکستانی‌ها دلسرد شده بود، به انزوا افتاد و با دخترش نقل مکان کرد و تصمیم گرفت سال‌های باقی مانده خود را با خانواده خود بگذراند. او از یک حرفه فعال بازنشسته شد و فقط در دهه ۱۹۸۰ مقالاتی می‌نوشت.
با این حال، در سال ۱۹۸۷، زمانی که کتاب داستان‌های کوتاه او، همسر جوان و داستان‌های دیگر، به دلیل تقاضای مردم دوباره منتشر شد، بار دیگر در معرض دید عموم قرار گرفت. با این حال، این شهرت دیرهنگام چندان دوام نیاورد، و او به زودی به انزوا بازگشت.

## مرگ
زیب النسا در ۱۰ سپتامبر ۲۰۰۰ در سن ۸۱ سالگی درگذشت. او در نهم فوریه به بیمارستان منتقل شده بود، اما در ساعات اولیه به دلیل وجود آب در ریه‌هایش درگذشت.
در یک آگهی ترحیم در روزنامه سپیده دم آمده است: حتی مخالفانش او را به خاطر شجاعت اعتقادی و قدرت شخصیتی که در طول زندگی از خود نشان داد تحسین می‌کردند. یکی دیگر از آگهی‌های ترحیم روزنامه می‌گوید: او برای مدت طولانی به خاطر نقش پیشگامش در ژانر خاصی از روزنامه‌نگاری در پاکستان و به عنوان نویسنده ای قدرتمند و شجاع در یادها باقی خواهد ماند.
در دهه ۱۹۶۰، دولت یک خیابان اصلی در مرکز شهر کراچی را به نام او نامگذاری کرد: خیابان زیب النسا.

### میراث
پس از مرگ زیب اون نساء، حق چاپ کتاب‌های او به دختر کوچکترش، یاسمین اس. احمد، رسید. این حق شامل حق چاپ تمام تصاویر، آثار و … او بود. به دلیل تقاضای عمومی، نسخه چهارم همسر جوان و داستان‌های دیگر توسط انتشارات دانشگاه آکسفورد، در پاکستان در اوت ۲۰۰۸ منتشر شد.

## کتابشناسی
- دسته گل هندی، ۱۹۴۱ - انتشارات گلستان، کلکته.
- برگ‌های نیلوفر آبی، ۱۹۴۶ - چاپ شیر، لاهور.
- شصت روز در آمریکا، ۱۹۵۶ (چاپ دوم: ۱۹۵۷) - انتشارات آینه، کراچی.
- همسر جوان، ۱۹۵۸ (ویرایش دوم: ۱۹۷۱؛ چاپ سوم: ۱۹۸۷؛ چاپ چهارم: ۲۰۰۸، توسط انتشارات دانشگاه آکسفورد) - انتشارات آینه، کراچی.
- فلوت حافظه، ۱۹۶۴ – انتشارات آینه، کراچی.
- شعر، ۱۹۷۲ – انتشارات آینه، کراچی.